# 2 in a Room
2 in a Room war ein Eurodance-Duo aus den Vereinigten Staaten, das in den 1980er Jahren entstand. Der größte Hit hieß Wiggle It und wurde 1990 veröffentlicht. Bis 1996 war das Projekt ein häufiger Gast in den US-amerikanischen und europäischen Dance-Charts.

## Bandgeschichte
Das Duo 2 in a Room stammte aus Washington Heights, New York. Es bestand aus Sänger Dose und Keyboarder Rog Nice. Erste Veröffentlichungen gab es in den späten 1980er Jahren. Die Musik war eine Verbindung von Hip-Hop und Dance. Titel wie Do What You Want und Wiggle It mauserten sich zu Airplay-Hits in den USA. She’s Got Me Going Crazy wurde der erste Charterfolg in Europa und platzierte sich in den UK-Charts.
Als Wiggle It in die britischen Top 10, deutschen Singlecharts, Schweizer Hitparade, US-amerikanischen Top 20 und die österreichischen Top 30 einstieg, war der Durchbruch gelungen. In den USA bekam die Single eine Goldene Schallplatte. Dieser Erfolg konnte zwar nicht wiederholt werden, dennoch gab es bis 1996 weitere Chartnotierungen.
Gemeinsam mit dem Rapper Elvin „Floodlight“ Ovalles entstand 1994 El Trago (The Drink) und 1995 Ahora Es (Now Is the Time). Die Kollaboration mit 740 Boyz, einem weiteren Projekt von Rafael Vargas, brachte 1995 das Stück Shimmy Shake hervor, das der zweitgrößte Hit des New Yorker Acts wurde. Nach Giddy Up verschwand 2 in a Room 1996 aus den Hitparaden und löste sich wenig später auf.

## Mitglieder
- Dose (Rafael Vargas, * 10. Oktober 1969) – Sänger, Rapper, Produzent, Songschreiber
- Rog Nice (Roger Pauletta, * 18. Juli 1967) – Keyboarder

## Diskografie

### Alben
- 1989: The Album Vol. 1
- 1990: Wiggle It
- 1995: World Party

### Singles
- 1987: A Passing Thought
- 1988: Somebody in the House Say Yeah! / A Passing Thought
- 1989: Do What You Want / Take Me Away
- 1990: She’s Got Me Going Crazy
- 1990: Wiggle It
- 1990: Take Me Away (Hithouse Mix)
- 1991: Body to Body
- 1994: El Trago (The Drink)
- 1995: Carnival
- 1995: Shimmy Shake (740 Boyz feat. 2 in a Room)
- 1995: Giddy Up
- 1995: Ahora! (Now Is the Time)
- 1996: Get Up and Move
- 2007: Wiggle Baby (Phunk Investigation vs. 2 in a Room)